# Ekaterina Goubareva
Pour les articles homonymes, voir Goubareva.
Ekaterina Iourievna Goubareva (en russe : Екатерина Юрьевна Губарева), née le 5 juillet 1983 à Kakhovka, est une femme politique ukrainienne, ministre des Affaires étrangères de la république populaire de Donetsk d’avril à août 2014.

## Biographie

### Famille
Elle est la femme du gouverneur Pavel Goubarev, avec lequel elle a 3 enfants, Radoslav (2008), Radomir (2010) et Milana (2013).

### Études
Elle est diplômée de l'Université technologique nationale de Donetsk et de l'Institut pédagogique d'État Kryvyi Rih, où elle a étudié de 1998 à 2003.

### Vie professionnelle
Elle est responsable de ressources humaines pour UkrEximTrans de février à novembre 2007, puis à Exigen Services jusqu'en août 2010. Elle dirige ensuite la branche d'Odessa Ciklum pendant un an et demi. En janvier 2012, elle est embauchée à Luxoft d'Odessa, où elle devient la directrice des ressources humaines pour toute l'Ukraine et travaille à Kiev.

### Crise ukrainienne

#### Arrestation de Pavel et fuite vers la Russie
Après l'arrestation de son mari le 6 mars 2014, elle et ses enfants rejoignent la fédération de Russie. Elle fait une apparition le 9 mars à une rencontre pro-russe à Rostov-sur-le-Don. Elle déclare alors qu'après avoir payé sa caution, Pavel devait être libéré.

#### Carrière politique
Le 18 mars, après qu'un média russe ait révélé que 50 000 signatures avaient été récoltées dans l'oblast de Donetsk pour réclamer sa libération, sa femme, bien qu'ayant trois enfants dont un nouveau-né à charge, décide de s'engager plus dans le mouvement pro-russe.
Le 29 mars, elle discute avec le philosophe Alexandre Douguine par Skype, recevant l'assurance du soutien du Kremlin à la cause des séparatistes et des conseils sur la marche à suivre.
Le 11 avril, elle est nommée ministre des Affaires étrangères de la RPD, et elle chargée d'établir des relations avec les autres régions ukrainiennes cherchant à faire sécession.
Le 15 avril, elle tourne une vidéo où elle apparaît, parlant sous le sceau de la milice du Donbass, demandant aux citoyens d'assiéger Slaviansk et les cités proches, pour soutenir la république populaire de Donetsk.
Le 16 avril, elle est considérée par le journal ukrainien de langue anglaise Kyiv Post comme l'« un des leaders de la république séparatiste ».
Elle organise des convois humanitaires (nourriture, médecine, produits pour les enfants) pour les civils et les combattants de la république populaire de Donetsk. Elle déclare : « Nous n'apportons pas d'armes ou de pistolets, et nous ne savons rien de ce côté-ci des choses. ».
Le 26 juillet 2014, elle fait partie des quinze personnalités supplémentaires sous le coup des sanctions de l'Union européenne.
Le 15 août, elle est démise de ses fonctions de ministre des Affaires étrangères et est remplacée par Alexandre Karaman, homme politique de Transnistrie.
Le 16 juin 2022, Ekaterina Goubareva est nommée chef adjoint de l'« administration civile-militaire de Kherson » d'occupation russe. À ce poste, elle est aussi chargée du développement numérique de la région, des communications et de la réglementation juridique.

### Activité artistique
S'adonnant à la peinture, elle expose ses œuvres dans une galerie de Donetsk.